# Недзелиська-Кольонія
Недзелиська-Кольонія (пол. Niedzieliska-Kolonia) — село в Польщі, у гміні Щебрешин Замойського повіту Люблінського воєводства.
Населення — 152 особи (2011).
У 1975-1998 роках село належало до Замойського воєводства.

## Демографія
Демографічна структура станом на 31 березня 2011 року:
|          | Загалом | Допрацездатний вік | Працездатний вік | Постпрацездатний вік |
| -------- | ------- | ------------------ | ---------------- | -------------------- |
| Чоловіки | 84      | 15                 | 56               | 13                   |
| Жінки    | 68      | 11                 | 30               | 27                   |
| Разом    | 152     | 26                 | 86               | 40                   |